# 回龙寺塔
回龙寺塔，位于中国广东省韶关市南雄市湖口镇新湖村，为韶关市南雄市的一个省级级文物保护单位，类型为古建筑，公布时间为2012年10月20日。
回龙寺塔的历史年代为宋代。